# امام صاحب
امام صاحب مرکز ولسوالی امام‌صاحب در شمال افغانستان است. این شهر پس از مزار شریف دومیین شهر زیارتی در شمال ولایت قندوز است. در ارتفاع حدود ۷۵۰ متری در کرانه‌های جنوبی رود آمودریا و در مسیر جاده قندوز ـ شیرخان بندر قرار گرفته‌ است.

## بناهای تاریخی

### زیارتگاه امام صاحب
نام این شهر از زیارت گاهی در آن گرفته شده‌است. گرچه اغلب شیعیان معتقدند که راس الحسین همراه با پیکر ایشان در کربلا دفن شد اما در میان برخی دیگر اماکن مختلفی از جمله زیارتگاهی در این شهر مورد توجه‌است. هر سال در دهم ماه حمل (فروردین) علم زیارتگاه برافراشته شده و به مدت چهل روز مردم در مراسم آن شرکت می کنند.

### مقبره باباحاتم
طرح آن به شیوهٔ نخستین مقبره‌های اسلامی در ایران، ساده و عبارت از فضای چهارگوشی است که قبه‌ای بر سه کُنج‌های آن ساخته شده‌است. گرچه تعیین دقیق ابعاد آن ممکن نیست، نسبت اندازها ظاهراً مبتنی بر واحدی است که تناسب اجزاء در آن حفظ شده‌است. گذشته از شبکه‌سازی قابِ درگاه بالای درِ ورودی، تنها زینتی که در نمای آجری زمخت این بنا به چشم می‌خورد کتیبه ای است مشتمل بر جملات «بسم الله الرحمن الرحیم، هذا مشهد سالار خلیل» به خط کوفی گرده‌دار برجسته که اطراف در را احاطه کرده‌است. کتیبه حکایت از آن می‌کند که این بنا متعلق به مرد شریفی به نام سالار خلیل است که او را با قساوت کشته‌اند، ولی تا کنون نام وی در منابع یافت نشده‌است. دیوید بیور کلمات بعدی را چنین خوانده‌است: «صفعه بن امّه» که البته کاملاً با حروف باقی‌مانده مطابقت نمی‌کند. این نسبت به حجم ساختمان اندازه‌ای خارق‌العاده دارد. در داخل، سه طاقچه گچ‌بری برجسته نما، که محراب را هم در بر می‌گیرد، وابستگی این‌گونه مقبره‌ها را به «چهارطاق»های پیشین تأیید می‌کند. گچ‌بری‌های آن تهیه نمونهٔ بازمانده از مقبره‌های قرن پنجم است که در آن گونه‌های متنوعی از نگارهٔ برجستهٔ نیم‌رخ سر بز کوهی را از دو سوی می‌توان دید. دعایی طولانی به خط کوفی ساده بر ساقهٔ گنبد نوشته شده که برای فرشتگان مقرب خدا و انبیاء و مؤمنان در آسمان و زمین و محمد سلام می‌فرستد. در پایان نام هنرمند محمد بن احمد غود آمده که در جای دیگری ذکر از آن نرفته‌است.
در منابع تاریخی نام شهر بصورتهای ارهنگ، آرْهَن و ارهنگ‌امام نیز آمده‌است.
این شهر در دوران حکومت طالبان از کانالهای مهم ارسال کمک‌های بین‌المللی برای احمد شاه مسعود از طریق تاجیکستان بود.

## آب و هوا
با تأثیر از اقلیم ستپی، نظر به سامانه طبقه‌بندی اقلیمی کوپن این شهر دارای اقلیم سرد نیمه خشک می‌باشد. متوسظ درجه حرارت سالانه آن به ۱۷٫۱ درجه سانتی‌گراد می‌رسد. گرم‌ترین ماه آن با ۳۰٫۲ درجه سانتی‌گراد سرطان و اسد (تیر و مرداد)؛ سردترین ماه سال آن با ۳٫۴ جدی و دلو (دی و بهمن) است.
| داده‌های اقلیم شهر امام صاحب | داده‌های اقلیم شهر امام صاحب | داده‌های اقلیم شهر امام صاحب | داده‌های اقلیم شهر امام صاحب | داده‌های اقلیم شهر امام صاحب | داده‌های اقلیم شهر امام صاحب | داده‌های اقلیم شهر امام صاحب | داده‌های اقلیم شهر امام صاحب | داده‌های اقلیم شهر امام صاحب | داده‌های اقلیم شهر امام صاحب | داده‌های اقلیم شهر امام صاحب | داده‌های اقلیم شهر امام صاحب | داده‌های اقلیم شهر امام صاحب | داده‌های اقلیم شهر امام صاحب |
| ماه                         | ژانویه                      | فوریه                       | مارس                        | آوریل                       | مه                          | ژوئن                        | ژوئیه                       | اوت                         | سپتامبر                     | اکتبر                       | نوامبر                      | دسامبر                      | سال                         |
| --------------------------- | --------------------------- | --------------------------- | --------------------------- | --------------------------- | --------------------------- | --------------------------- | --------------------------- | --------------------------- | --------------------------- | --------------------------- | --------------------------- | --------------------------- | --------------------------- |
| میانگین بیش‌ترین °C (°F)     | ۸٫۲ (۴۷)                    | ۱۱٫۴ (۵۳)                   | ۱۷٫۱ (۶۳)                   | ۲۳٫۸ (۷۵)                   | ۳۰٫۳ (۸۷)                   | ۳۷٫۰ (۹۹)                   | ۳۸٫۵ (۱۰۱)                  | ۳۶٫۸ (۹۸)                   | ۳۲٫۱ (۹۰)                   | ۲۵٫۱ (۷۷)                   | ۱۶٫۷ (۶۲)                   | ۱۰٫۵ (۵۱)                   | ۲۳٫۹۶ (۷۵٫۳)                |
| میانگین روزانه °C (°F)      | ۳٫۴ (۳۸)                    | ۶٫۳ (۴۳)                    | ۱۱٫۶ (۵۳)                   | ۱۷٫۷ (۶۴)                   | ۲۲٫۹ (۷۳)                   | ۲۸٫۴ (۸۳)                   | ۳۰٫۲ (۸۶)                   | ۲۸٫۴ (۸۳)                   | ۲۳٫۴ (۷۴)                   | ۱۷٫۲ (۶۳)                   | ۱۰٫۲ (۵۰)                   | ۵٫۳ (۴۲)                    | ۱۷٫۰۸ (۶۲٫۷)                |
| میانگین کم‌ترین °C (°F)      | −۱٫۳ (۳۰)                   | ۱٫۳ (۳۴)                    | ۶٫۲ (۴۳)                    | ۱۱٫۶ (۵۳)                   | ۱۵٫۵ (۶۰)                   | ۱۹٫۹ (۶۸)                   | ۲۱٫۹ (۷۱)                   | ۲۰٫۰ (۶۸)                   | ۱۴٫۷ (۵۸)                   | ۹٫۴ (۴۹)                    | ۳٫۸ (۳۹)                    | ۰٫۲ (۳۲)                    | ۱۰٫۲۷ (۵۰٫۴)                |
| منبع: Climate-Data.org      |                             |                             |                             |                             |                             |                             |                             |                             |                             |                             |                             |                             |                             |